# Grovmo
Grovmo är enligt äldre svensk terminologi en jordart med kornstorlek 0,06–0,2 mm. Med nyare terminologi kallas denna fraktion för finsand.
Grovmo ingick tillsammans med finmo (0,02-0,06 mm) i fraktionen mo (0,02-0,2 mm). Grovmo har dock helt andra fysikaliska egenskaper än finmo, vilket avspeglas i nyare terminologi där grovmo (finsand) är en underindelning av sand medan finmo är en underindelning av silt under beteckningen grovsilt. 
På grovmojordar får grödorna ofta bra rotdjup. Grovmojordar lämpar sig därför ofta bra för trädgårdsgrödor.